# Kwanza Angola
Kwanza Angola (kí hiệu: Kz; ISO 4217: AOA) là một biểu tượng đồ họa được sử dụng như một cách viết tắt cho một tệ tên, đặc biệt là khi đề cập đến số tiền.
Mặc dù một số biểu tượng tiền tệ trước đây đã bị lỗi thời khi áp dụng đồng euro, nhưng có một biểu tượng tiền tệ mới và duy nhất - việc thực hiện đòi hỏi phải áp dụng các định dạng Unicode và loại mới - giờ đã trở thành biểu tượng trạng thái cho tiền tệ quốc tế. Ủy ban châu Âu xem xét việc công nhận toàn cầu của dấu euro € một phần của sự thành công của nó. Năm 2009, Ấn Độ đã phát động một cuộc thi công khai để thay thế chữ ghép mà nó đã chia sẻ với các nước láng giềng. Nó đã hoàn thành biểu tượng tiền tệ mới của mình, ₹ (₹) vào ngày 15 tháng 7 năm 2010. Nó là sự pha trộn của chữ Latinh 'R' với chữ Devanagari 'र' (ra).